# Ludger Cilbaris

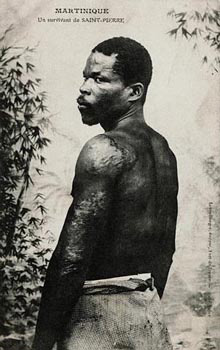
Cyparis, resgatado após a erupção da montanha Pelée.

Ludger Cilbaris ou Ludger Sylbaris, nascido Auguste Cyparis ou Louis-Auguste Cyparis, também conhecido pela alcunha de Sanson, (circa 1875 - Panamá, c. 1929) foi, juntamente com o sapateiro Léon Compère e a menina Havivra Da Ifrile, um dos sobreviventes à trágica erupção do Monte Pelée, Saint-Pierre, Martinica, em 1902.
Durante a erupção, Cyparis se encontrava preso em uma cela solitária, na cadeia de Saint-Pierre. Lá foi encontrado, cinco dias depois,  tendo conseguido sobreviver, apesar de ter sofrido graves queimaduras. As paredes de sua cela o protegeram do calor extremo da erupção.

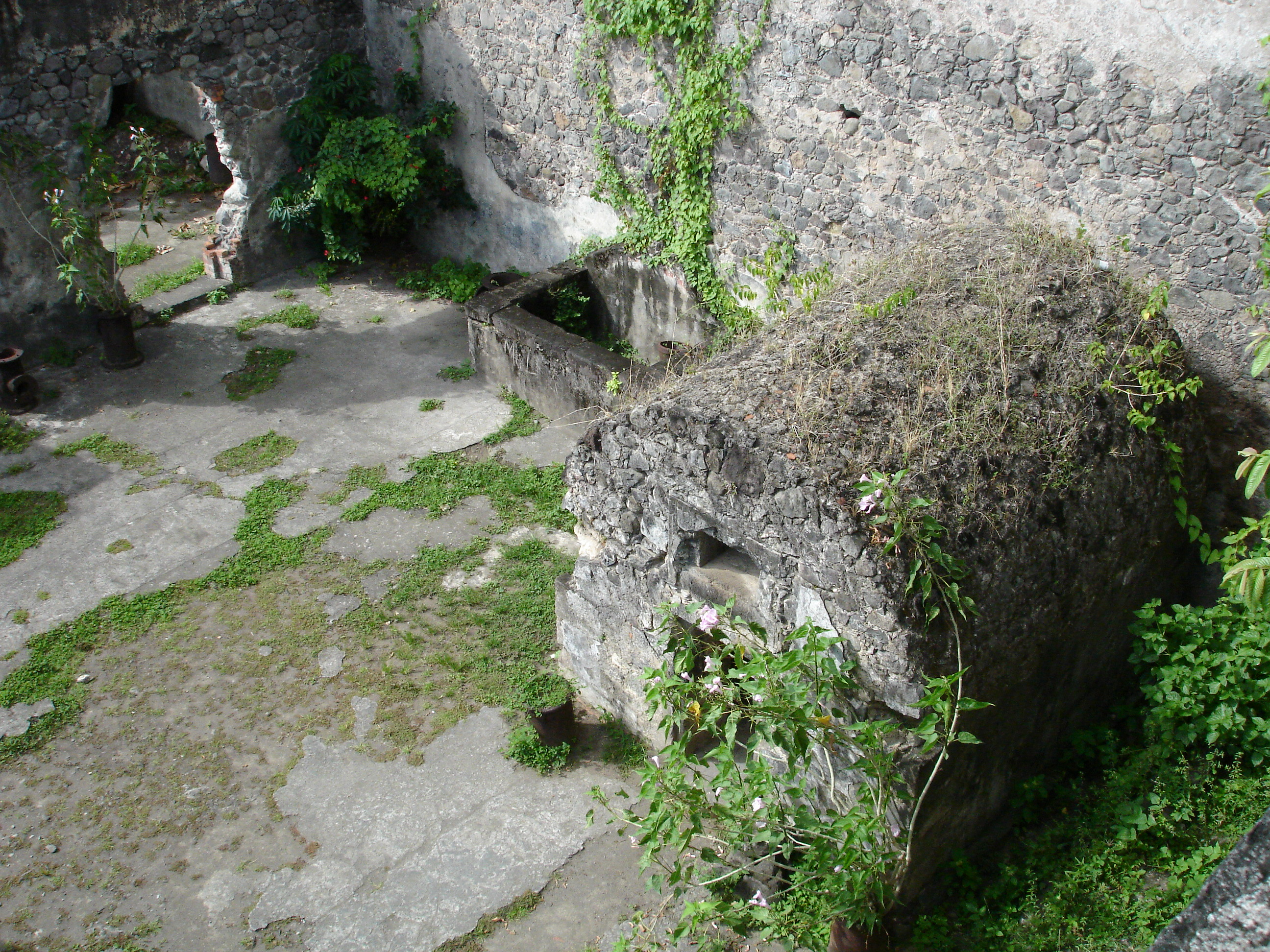
A solitária da prisão de Saint-Pierre.